# Соре, Жак-Луи
Жак-Луи Соре (фр. Jacques-Louis Soret; 1827—1890) — швейцарский химик и физик; член Французской академии наук.

## Биография
Жак-Луи Соре родился 30 июня 1827 года в городе Женеве. Получив начальное и среднее образование, поступил в Женевский университет, который успешно окончил в 1876 году.
В 1879 году Жак-Луи Соре, работая в лаборатории при альма-матер вместе с Марком Делафонтеном, методом спектрального анализа, обнаружил в «эрбиевой земле» новый химический элемент — гольмий.
Помимо этого он впервые описал структуру озона.
С 1862 по 1863 год работал в лаборатории Роберта Вильгельма Бунзена.
В 1880—1882 гг. занимал должность ректора Женевского университета.
В 1890 году учёный был принят в члены Французской академии наук.
Жак-Луи Соре умер 13 мая 1890 года в родном городе.